# Windshofen
Windshofen ist ein Gemeindeteil der Gemeinde Aurach im Landkreis Ansbach (Mittelfranken, Bayern). Windshofen liegt in der Gemarkung Weinberg. Die Gemeindeteile Windshofen / Westheim haben zusammen 160 Einwohner (Stand 31. Dezember 2011).

## Geografie
Das Dorf liegt am Seitzenbronner Bach, einem rechten Zufluss der Wieseth. Es bildet mit dem westlich gelegenen Westheim eine geschlossene Siedlung. Im Süden und Südwesten liegen auf einer Anhöhe der Kapellenwald und der Mörnsheimer Wald. Im Norden und Osten befindet sich auf einer flachhügeligen Ebene Grünland mit einzelnem Baumbestand und Ackerfläche. Die Kreisstraße AN 36 führt nach Westheim (0,5 km westlich) bzw. nach Leuckersdorf (1,5 km östlich). Ein Anliegerweg führt zur Elbleinsmühle (0,3 km östlich).

## Geschichte
Der Ort wurde 1388 im Lehensbuch des Chorherrenstifts Herrieden erstmals urkundlich erwähnt. Die Grundherrschaft in Windshofen teilten sich zu der Zeit das Hochstift Eichstätt und das Chorherrenstift Feuchtwangen. 1418 verkaufte Peter von Mörnsheim zu Aurach u. a. eine Wiese bei Windshofen. 1430 erwarb das Chorherrenstift Feuchtwangen dort zwei Höfe und die Mühle.
Windshofen lag im Fraischbezirk des ansbachischen Oberamtes Feuchtwangen. 1732 bestand der Ort aus 8 Anwesen mit 9 Mannschaften und 1 Kapelle. Grundherren waren das Stiftsverwalteramt Feuchtwangen (1 Hof mit doppelter Mannschaft, 1 Hof, 1 Gütlein) und das eichstättische Kastenamt Herrieden (2 Höfe, 3 Gütlein). Gegen Ende des 18. Jahrhunderts gab es 10 Anwesen, von denen 5 feuchtwangisch waren. 1804 gab es im Ort 12 Untertansfamilien, von denen 7 eichstättisch waren. Von 1797 bis 1808 unterstand der Ort dem Justiz- und Kammeramt Feuchtwangen.
Mit dem Gemeindeedikt (frühes 19. Jahrhundert) wurde Windshofen dem Steuerdistrikt und der Ruralgemeinde Weinberg zugeordnet. Im Zuge der Gebietsreform in Bayern wurde Windshofen am 1. Mai 1978 nach Aurach eingemeindet.

### Wallfahrt zur Mater Dolorosa überm Wiesethgrund

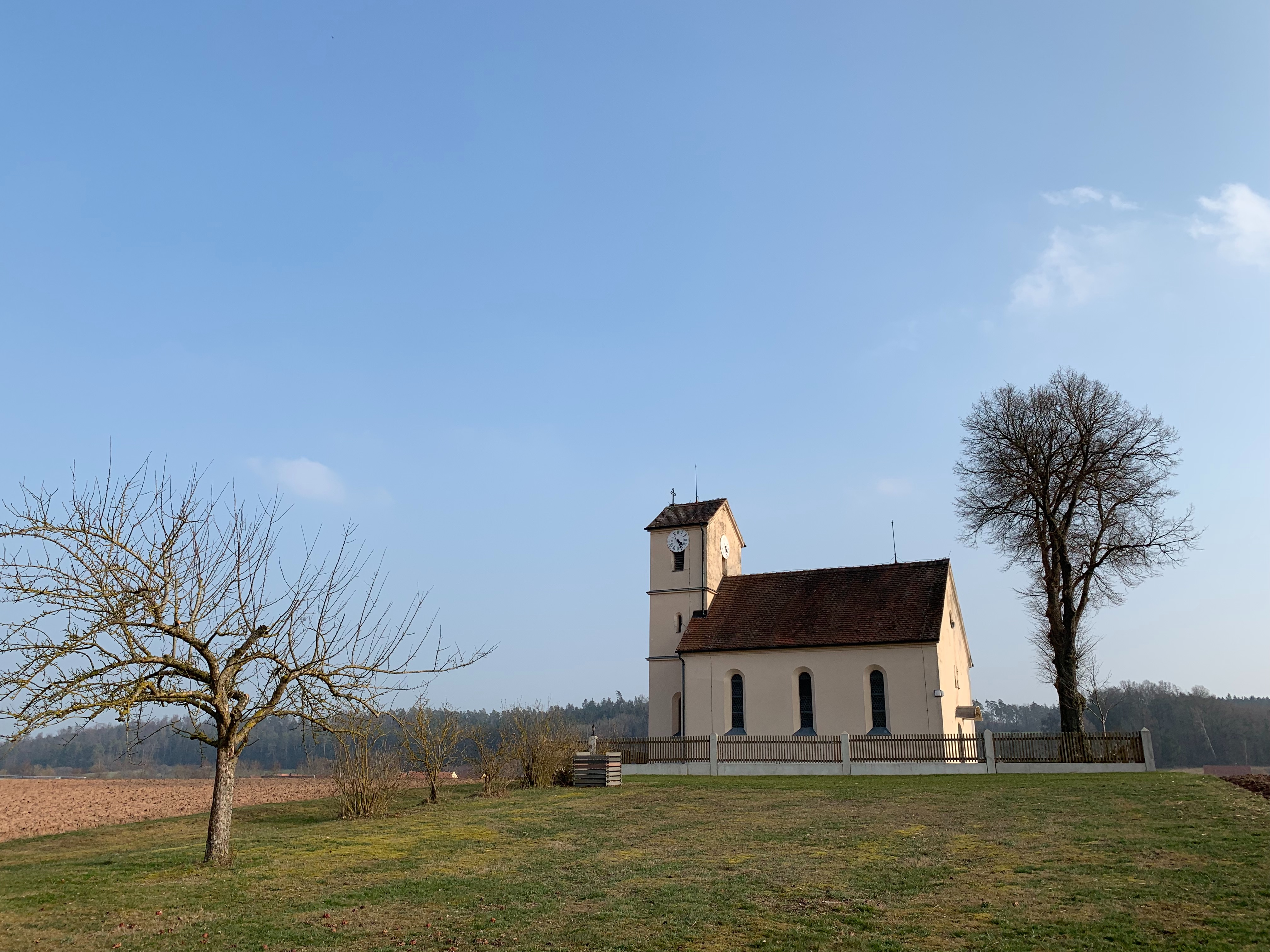
Die 1855 neu errichtete katholische Wallfahrts- und Filialkirche Mater Dolorosa von Windshofen

Auf der Anhöhe zwischen Windshofen und Charhof stand bis 1808 eine Wallfahrtskirche, deren älteste Bauspuren bis ins 13./14. Jahrhundert weisen. Erstmals urkundlich erwähnt wurde die Kapelle im Jahr 1452. Ursprünglich dem Hl. Leonhard geweiht, erfolgte kurz vor der Reformation eine Umwidmung des Hauptpatroziniums auf die Schmerzhafte Muttergottes. Weitere Patrone waren der Hl. Sebastian und der Hl. Jakobus.
Die Kapelle hatte sowohl einen hochstiftisch-eichstättischen als auch einen markgräflich-ansbachischen Kirchenpfleger. Den Kirchweihschutz hatten die Markgrafen von Brandenburg-Ansbach inne. Als Filialkirche der Auracher Pfarrei stellte die Kapelle den geistlichen Mittelpunkt der umliegenden Ortschaften dar und diente gleichzeitig als Wehrkirche und Signalturm. Die Wallfahrt von Windshofen erlebte in der Zeit um den Dreißigjährigen Krieg ihre Blütezeit. Im Zuge der Aufklärung ließ ihre Bedeutung Ende des 18. Jahrhunderts nach. 1807 wurde die Kapelle säkularisiert und 1808 schließlich abgerissen. 
Heute erinnert an ihrem ursprünglichen Standort nur noch ein von Linden gesäumter Bildstock an sie. Dieser wurde 1855 errichtet, als zwischen Windshofen und Westheim eine neue Wallfahrtskapelle erbaut wurde. Auch der Flurname "Kappelberg" blieb erhalten.
Seit 1996 wird die 1855/1856 neu errichtete Kapelle wieder regelmäßig für Wallfahrten genutzt.

### Baudenkmäler
- Katholische Wallfahrts- und Filialkirche Mater Dolorosa, schlichte historisierende Chorturmkirche mit angefügter Sakristei, 1855/56; mit Ausstattung.[13]
- Windshofen 19: Eingeschossiges Wohnstallhaus, Fachwerkgiebel, frühes 19. Jahrhundert[13]

### Einwohnerentwicklung
| Jahr      | 001818 | 001840 | 001861 | 001871 | 001885 | 001900 | 001925 | 001950 | 001961 | 001970 | 001987 |
| Einwohner | 71     | 112    | *105   | 117    | 112    | *108   | *106   | *149   | *124   | 115    | 90     |
| Häuser    | 13     | 18     |        |        | 23     | *23    | *22    | *23    | *24    |        | 23     |
| Quelle    | [ 15 ] | [ 16 ] | [ 17 ] | [ 18 ] | [ 19 ] | [ 20 ] | [ 21 ] | [ 22 ] | [ 23 ] | [ 24 ] | [ 1 ]  |

## Religion
Der Ort ist römisch-katholisch geprägt und bis heute nach St. Peter und Paul (Aurach) gepfarrt. Die Einwohner evangelisch-lutherischer Konfession sind nach Feuchtwangen gepfarrt.